# Ізабель Юппер
Ізабе́ль Юппе́р (фр. Isabelle Ann Huppert, нар. 16 березня 1953, Париж) — французька акторка театру та кіно, кінопродюсерка.

## Біографія
Народилася в Парижі в сім'ї заможного підприємця. Всі її сестри та брати здобули гарну освіту і досягли значних кар'єрних успіхів: старша сестра Елізабет стала письменницею, друга сестра Кароліна — режисерокою, третя — викладачкою економіки, брат — піаністом.
Ізабель навчалась у Сорбонні на російському відділі факультету східних мов та після успішного дебюту в кіно в масовій сцені фільму Ніни Компане «Фаустина, або гарне літо» (1972) вирішила стати акторкою і продовжила навчання у Консерваторії драматичного мистецтва.
Ізабель Юппер кілька разів номінувалася на нагороду «Сезар», французький еквівалент «Оскара». Вона отримала цю нагороду за роль скромної поштарки з провінційного містечка у фільмі «Церемонія» (1996, режисер Клод Шаброль), яка разом із подругою розстрілює з гвинтівок ні в чому не винну сім'ю.

## Вибрана фільмографія
- 1972 — «Сезар і Розалі» / (César et Rosalie) — Маріте
- 1972 — «Фаустина, або гарне літо» / Faustine et le bel été
- 1974 — «Танцівниці» / Les Valseuses
- 1975 — «Дюпон Лажуа» / (Dupont Lajoie) — Бріджит Колен
- 1976 — «Суддя і вбивця» / (Le Juge et l'Assassin) — Роза
- 1978 — «Віолетта Нозьєр» / Violette Nozière
- 1980 — «Брама небесна» / Heaven's Gate — Елла Уотсон
- 1980 — «Рятуй, хто може (своє життя)» / Sauve qui peut (la vie) — Ізабель Рів'єр
- 1981 — «Бездоганна репутація» / Coup de torchon — Роза
- 1983 — «Історія П'єри» / Storia di Piera — П'єра
- 1987 — «Вікно спальні» / The Bedroom Window — Сильвія
- 1990 — «Мадам Боварі» / Madame Bovary
- 1994 — «Дилетант» / Amateur
- 1995 — «Церемонія» / La Cérémonie
- 2000 — «Сентиментальні долі» / Les Destinées sentimentales — Наталі Барнері
- 2001 — «Піаністка» / La pianiste
- 2002 — «8 жінок» / 8 femmes
- 2008 — «Дім» / Home — Марта
- 2002 — «Час вовків» / Le Temps du Loup
- 2012 — «Любов» / Amour
- 2012 — «Спляча красуня» / (Bella addormentata) — Божа Мати
- 2014 — «Зникнення Елеанор Ріґбі» / The Disappearance of Eleanor Rigby
- 2015 — «Долина любові» / Valley of Love
- 2016 — «Вона» / (Elle)
- 2017 — «Хепі-енд» / (Happy End) — Анна Л.
- 2017 — «Марвін, або Чудове виховання» / (Marvin ou la Belle Éducation) — Ізабель Юппер
- 2018 — «Єва» / (Eva) — Єва
- 2019 — «Френкі» / (Frankie) — Френкі
- 2020 — «Місіс Гарріс їде у Париж» / (Mrs. Harris Goes to Paris) — Клодін Кольбер